# Acridocarpus excelsus
Acridocarpus excelsus är en tvåhjärtbladig växtart. Acridocarpus excelsus ingår i släktet Acridocarpus och familjen Malpighiaceae.

## Underarter
Arten delas in i följande underarter:
- A. e. bojeri
- A. e. excelsus
- A. e. parvifolius
- A. e. perrieri
- A. e. sakenensis
- A. e. grandidieri
- A. e. isalensis
- A. e. lamii
- A. e. vohipolakensis